# Voray-sur-l'Ognon
Voray-sur-l'Ognon est une commune française située dans le département de la Haute-Saône, la région culturelle et historique de Franche-Comté et la région administrative Bourgogne-Franche-Comté.

## Géographie
Le village, regroupé autour de l'église, est situé en rive droite de l'Ognon, au sud du canton de Rioz et en limite du département du Doubs. Depuis le nouveau tracé de la N 57 qui passe désormais en périphérie du bourg, il bénéficie d’une certaine tranquillité propice à la découverte du patrimoine local.

### Transport
- Voray est traversé par la N 57.
- Le village est situé sur la ligne de transports interurbains Mobigo Besançon ↔ Vesoul via Rioz, Devecey et Hyet.

Arrêts desservis à Voray :
- Mairie
- Gymnase

Proche de la Gare TGV Franche-comté et A39

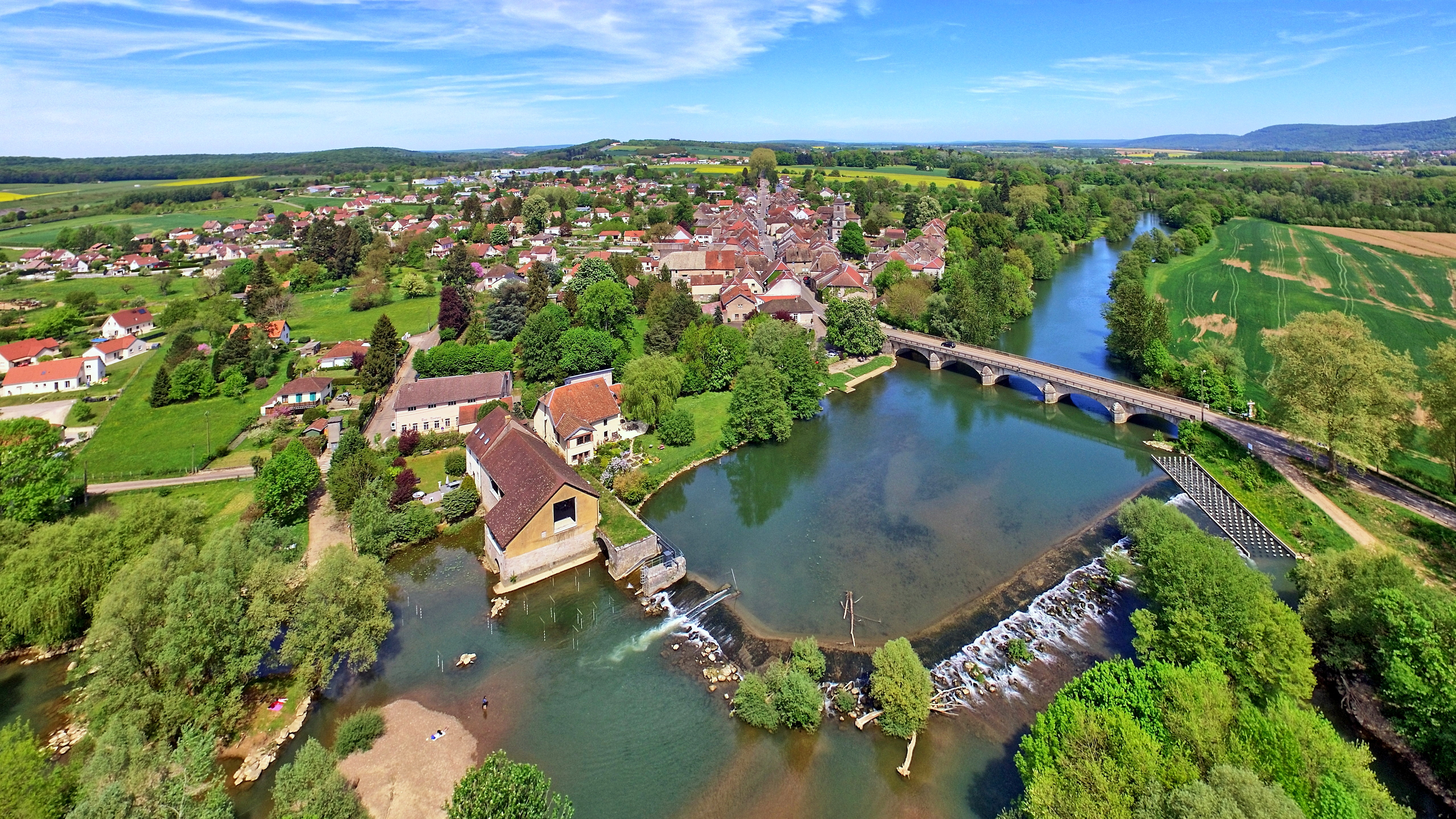
Le village au bord de l'Ognon.

### Hydrologie
L'Ognon et les ruisseaux le Buthiers et le ru des Grands Bois coulent dans la commune.

### Climat
Pour des articles plus généraux, voir Climat de la Bourgogne-Franche-Comté et Climat de la Haute-Saône.
En 2010, le climat de la commune est de type climat des marges montargnardes, selon une étude du Centre national de la recherche scientifique s'appuyant sur une série de données couvrant la période 1971-2000. En 2020, Météo-France publie une typologie des climats de la France métropolitaine dans laquelle la commune est exposée à un climat semi-continental et est dans une zone de transition entre les régions climatiques « Lorraine, plateau de Langres, Morvan » et « Jura ».
Pour la période 1971-2000, la température annuelle moyenne est de 10,9 °C, avec une amplitude thermique annuelle de 17,4 °C. Le cumul annuel moyen de précipitations est de 1 036 mm, avec 13,1 jours de précipitations en janvier et 9,3 jours en juillet. Pour la période 1991-2020, la température moyenne annuelle observée sur la station météorologique de Météo-France la plus proche, « Rioz », sur la commune de Rioz à 10 km à vol d'oiseau, est de 11,2 °C et le cumul annuel moyen de précipitations est de 1 084,6 mm. 
La température maximale relevée sur cette station est de 39,6 °C, atteinte le 25 juillet 2019 ; la température minimale est de −21,8 °C, atteinte le 20 décembre 2009,,.
Les paramètres climatiques de la commune ont été estimés pour le milieu du siècle (2041-2070) selon différents scénarios d'émission de gaz à effet de serre à partir des nouvelles projections climatiques de référence DRIAS-2020. Ils sont consultables sur un site dédié publié par Météo-France en novembre 2022.

## Urbanisme

### Typologie
Au 1er janvier 2024, Voray-sur-l'Ognon est catégorisée commune rurale à habitat dispersé, selon la nouvelle grille communale de densité à sept niveaux définie par l'Insee en 2022.
Elle est située hors unité urbaine. Par ailleurs la commune fait partie de l'aire d'attraction de Besançon, dont elle est une commune de la couronne,. Cette aire, qui regroupe 310 communes, est catégorisée dans les aires de 200 000 à moins de 700 000 habitants,.

### Occupation des sols
L'occupation des sols de la commune, telle qu'elle ressort de la base de données européenne d’occupation biophysique des sols Corine Land Cover (CLC), est marquée par l'importance des territoires agricoles (46,2 % en 2018), en augmentation par rapport à 1990 (45,1 %). La répartition détaillée en 2018 est la suivante : 
forêts (44,2 %), zones agricoles hétérogènes (32,6 %), terres arables (13,5 %), zones urbanisées (9,3 %), milieux à végétation arbustive et/ou herbacée (0,2 %), zones industrielles ou commerciales et réseaux de communication (0,1 %), prairies (0,1 %). L'évolution de l’occupation des sols de la commune et de ses infrastructures peut être observée sur les différentes représentations cartographiques du territoire : la carte de Cassini (XVIIIe siècle), la carte d'état-major (1820-1866) et les cartes ou photos aériennes de l'IGN pour la période actuelle (1950 à aujourd'hui).

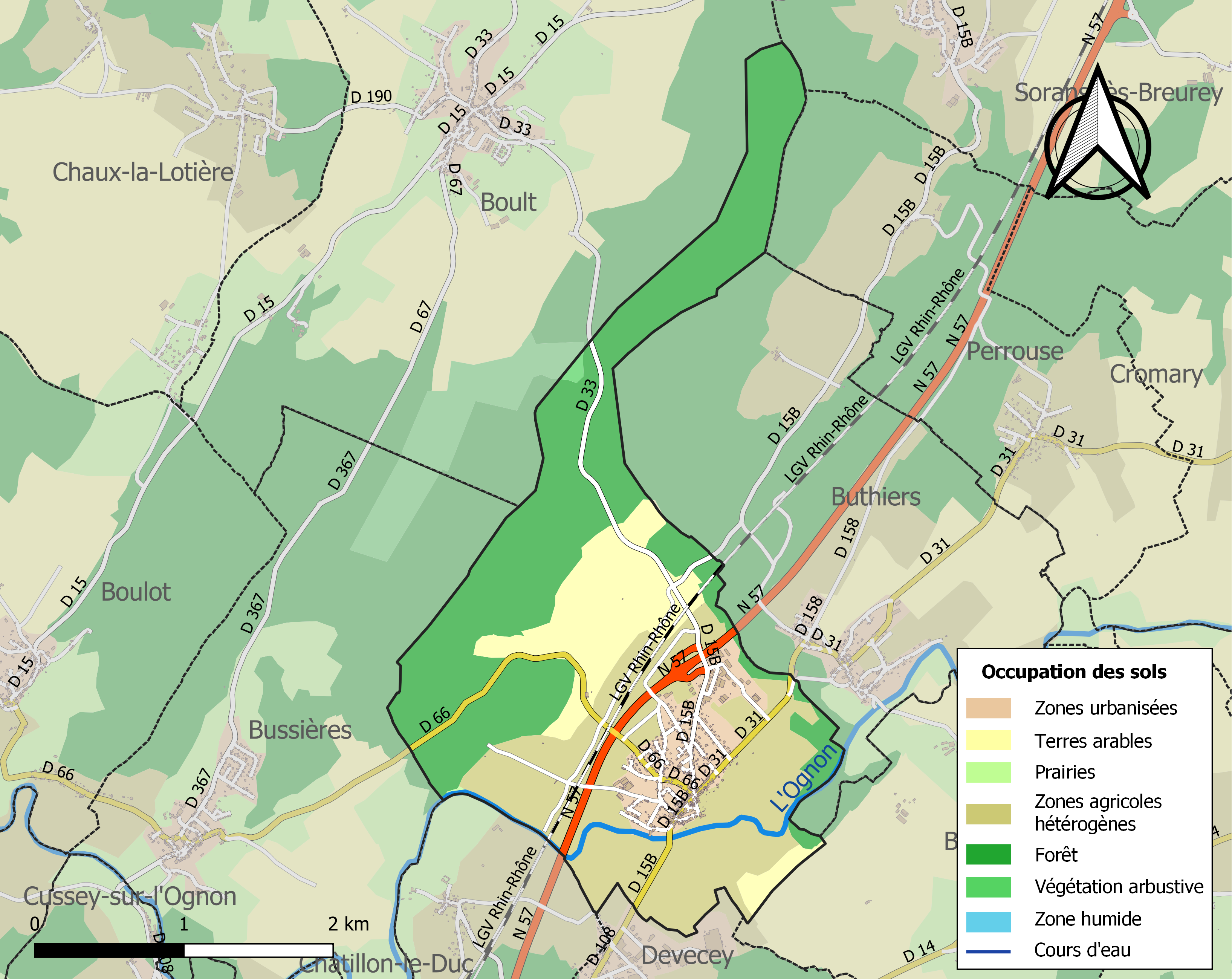
Carte des infrastructures et de l'occupation des sols de la commune en 2018 (CLC).

## Politique et administration

Carte départementale représentant en rouge la communauté de communes du Pays Riolais.

### Rattachements administratifs et électoraux
La commune fait partie de l'arrondissement de Vesoul du département de la Haute-Saône, en région Bourgogne-Franche-Comté. Pour l'élection des députés, elle dépend de la première circonscription de la Haute-Saône.
Elle fait partie depuis 1801 du canton de Rioz. Dans le cadre du redécoupage cantonal de 2014 en France, ce canton s'accroît et passe de 27 à 52 communes.

### Intercommunalité
La commune est membre de la communauté de communes du Pays riolais, créée le 29 décembre 1999.

### Liste des maires
| Période                                  | Période                       | Identité          | Étiquette | Qualité                                        |
| ---------------------------------------- | ----------------------------- | ----------------- | --------- | ---------------------------------------------- |
| Les données manquantes sont à compléter. |                               |                   |           |                                                |
|                                          |                               | Général Bétant    | RPF       | Général                                        |
| 1989                                     | 2001                          | Jean-Claude Colin |           |                                                |
| mars 2001                                | juillet 2020                  | Roger Renaudot    | PS        | Président de la CC Pays riollais (2014 → 2020) |
| juillet 2020                             | En cours (au 2 décembre 2020) | Michel Tournier   |           |                                                |

## Population et société

### Démographie
L'évolution du nombre d'habitants est connue à travers les recensements de la population effectués dans la commune depuis 1793. Pour les communes de moins de 10 000 habitants, une enquête de recensement portant sur toute la population est réalisée tous les cinq ans, les populations de référence des années intermédiaires étant quant à elles estimées par interpolation ou extrapolation. Pour la commune, le premier recensement exhaustif entrant dans le cadre du nouveau dispositif a été réalisé en 2004.

En 2022, la commune comptait 867 habitants, en évolution de +5,73 % par rapport à 2016 (Haute-Saône : −1,4 %, France hors Mayotte : +2,11 %).
| 1793 | 1800 | 1806 | 1821 | 1831 | 1836 | 1841 | 1846 | 1851 |
| ---- | ---- | ---- | ---- | ---- | ---- | ---- | ---- | ---- |
| 565  | 544  | 552  | 535  | 595  | 576  | 595  | 625  | 625  |

| 1856 | 1861 | 1866 | 1872 | 1876 | 1881 | 1886 | 1891 | 1896 |
| ---- | ---- | ---- | ---- | ---- | ---- | ---- | ---- | ---- |
| 495  | 500  | 508  | 508  | 518  | 478  | 503  | 437  | 425  |

| 1901 | 1906 | 1911 | 1921 | 1926 | 1931 | 1936 | 1946 | 1954 |
| ---- | ---- | ---- | ---- | ---- | ---- | ---- | ---- | ---- |
| 404  | 373  | 383  | 351  | 392  | 373  | 393  | 400  | 355  |

| 1962 | 1968 | 1975 | 1982 | 1990 | 1999 | 2004 | 2006 | 2009 |
| ---- | ---- | ---- | ---- | ---- | ---- | ---- | ---- | ---- |
| 389  | 346  | 428  | 468  | 553  | 806  | 865  | 878  | 820  |

| 2014 | 2019 | 2022 | - | - | - | - | - | - |
| ---- | ---- | ---- | - | - | - | - | - | - |
| 809  | 841  | 867  | - | - | - | - | - | - |

### Maison de santé
Une maison de santé pluridisciplinaire privée, regroupant deux médecins généralistes, un cabinet infirmier, une psychologue clinicienne psychothérapeute, une ostéopathe et une orthophoniste, a ouvert en 2016 sur un terrain vendu par la communauté de communes du Pays riolais  dans la ZA ouest, à côté de la pharmacie.

### Sapeurs pompiers
Centre de Première Intervention de Voray sur l’Ognon
Le CPI de Voray est composé de pompiers volontaires , bénévoles . Des femmes et des hommes qui ont les mêmes missions que les pompiers professionnels.

### Agence postale
À la fermeture du bureau de poste, le 29 février 2016, le conseil municipal a décidé la création d'une agence postale communale dans les locaux de la mairie.

### Petite enfance
Une crèche de 28 berceaux, la crèche des lutins a été créée à Voray en 1989 par le SIVU qui regroupait quatre communes : Voray, Buthiers, Chaux-la-Lotière et Perrouse, rejointes par Boult en 1995. Elle est gérée par la communauté de communes du Pays riolais depuis 2002. Celle-ci en réalise l'extension et le réaménagement en 2016/2017.

### École
La commune compte une école communale de 5 classes de la petite section au CM2, bénéficiant d'une cantine et d'accueils périscolaire les mercredis et extrascolaire lors des vacances pour les enfants de 3 à 11 ans, gérés par la Communauté de communes du Pays Riolais.

### Associations
CAVoray : Comité d’animations de Voray.
La Voraysienne : Association sportive , Gymnastique enfants/Adultes , Peinture, Danse en ligne (country)
EVATO : École voraysienne des arts traditionnels orientaux
Badminton Voray sur l'Ognon
Voray Canoë Kayak
Comité de sauvegarde de la Chapelle
Association intercommunale de chasse : Voray et Buthier
Amicales des sapeurs pompiers

## Économie
Voray possède une zone d’activités regroupant principalement des petites entreprises industrielles et artisanales.
Le centre du village est animé par les commerces de proximité : boulangerie, coiffeurs, esthéticienne, équipement informatique, caviste.
- DCM Précision, spécialisée dans « l’étude, la réalisation d’outillages et la production de pièces métalliques découpées en petites, moyennes et grandes séries, le tout destiné à des domaines aussi variés que l’automobile, l’aéronautique, l’électronique, l’armement, le médical et la bijouterie », emploie 35 salariés sur 4 200 m2 de surface[24].
- Imasonic, entreprise leader des transducteurs à ultrasons (115 salariés) est installée à Voray.

## Culture locale et patrimoine

### Lieux et monuments
- Église de l'Assomption de Voray-sur-l'Ognon (monument Historique)
- Chapelle de bord de route à la sortie de Voray vers Buthiers, construite en 1842 sur les fondations d’un édifice construit en 1623, rénovée en 2016[25].
- Fontaine ronde à vasque.
- Ponts sur l'Ognon :
  - Pont routier à cinq arches de la D 15b
  - Pont routier à quatre voies de la RN 57
  - Pont de la LGV Rhin-Rhône.

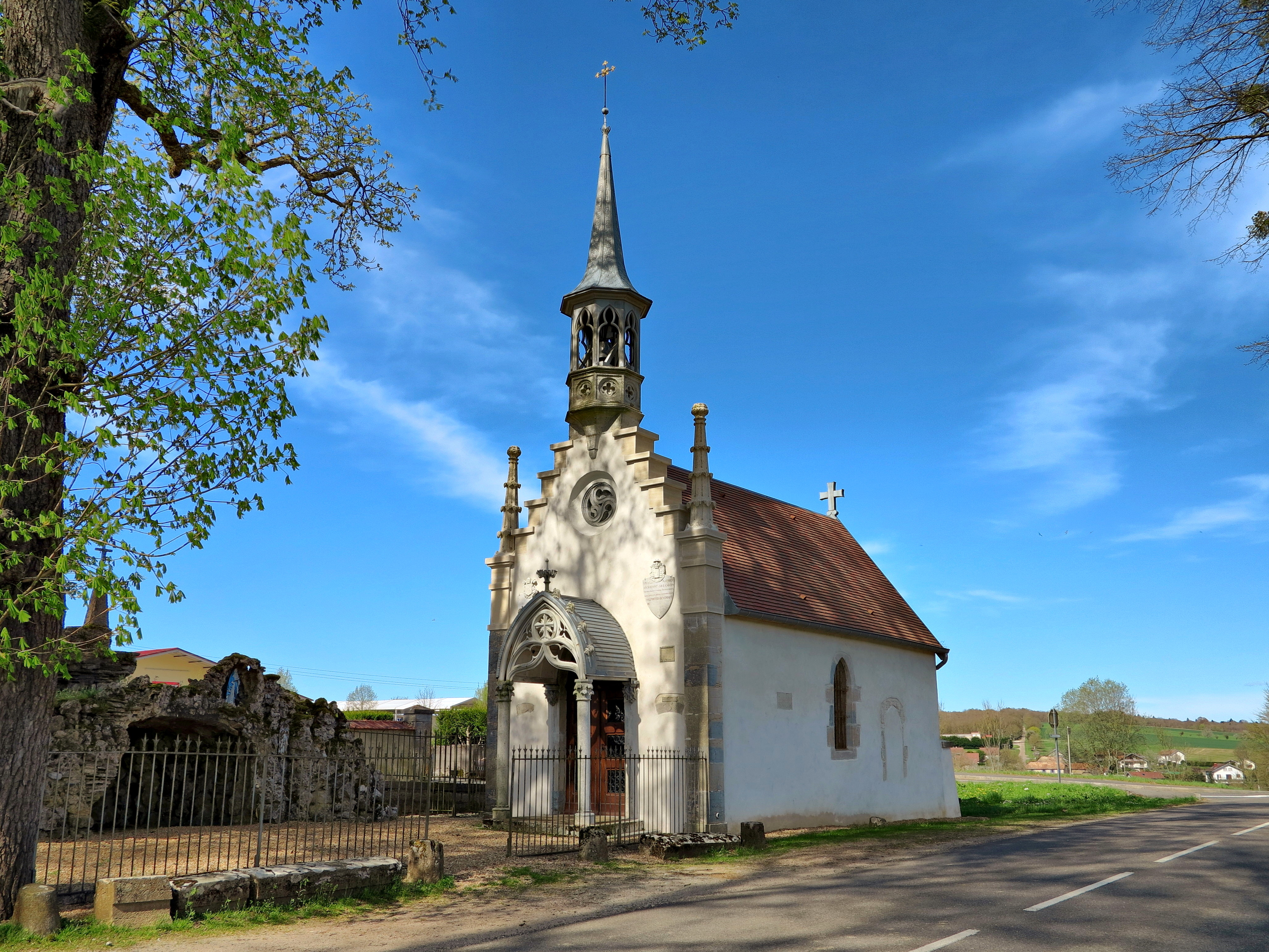
La chapelle Notre-Dame de Pitié.
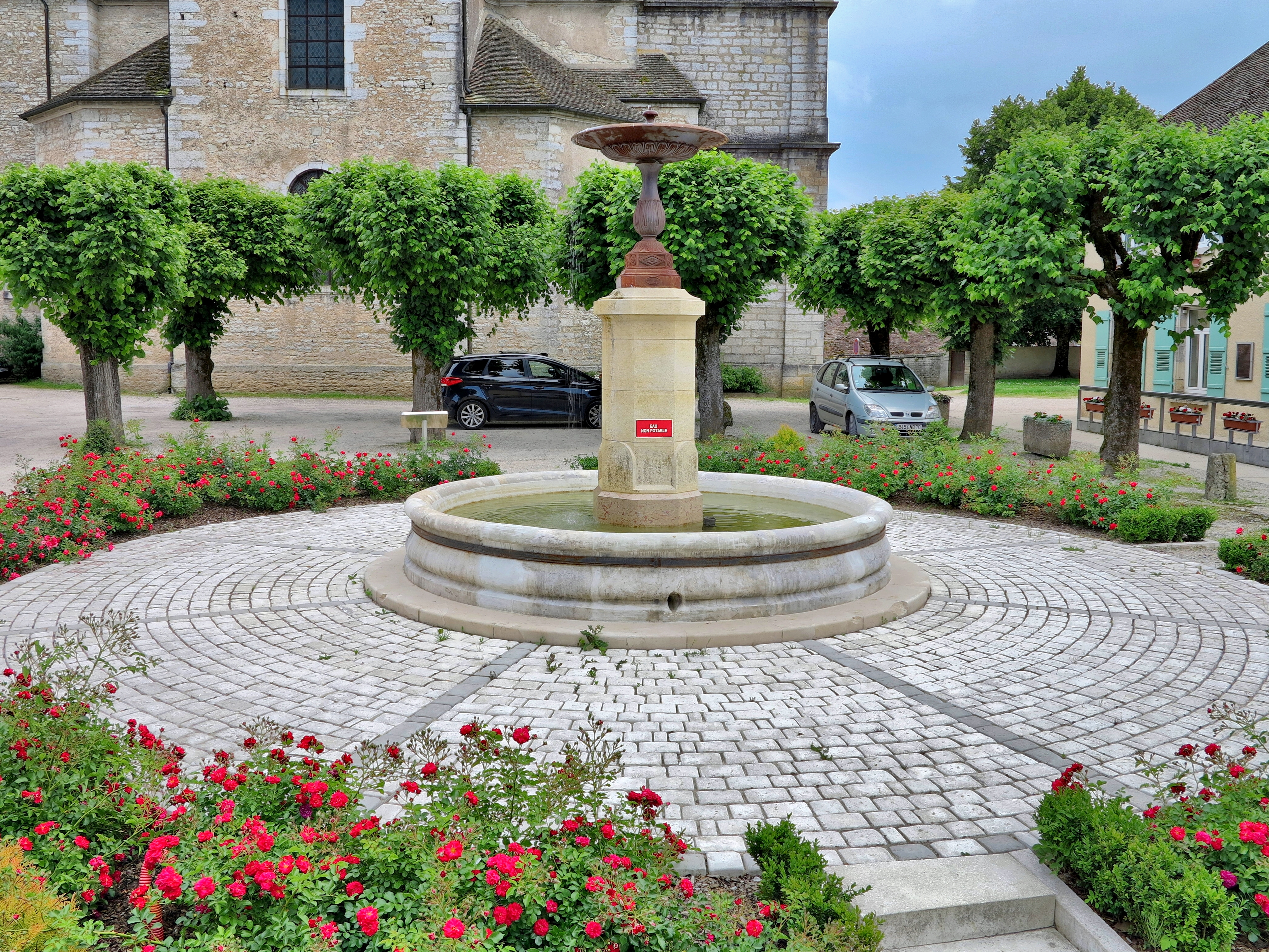
La fontaine ronde.
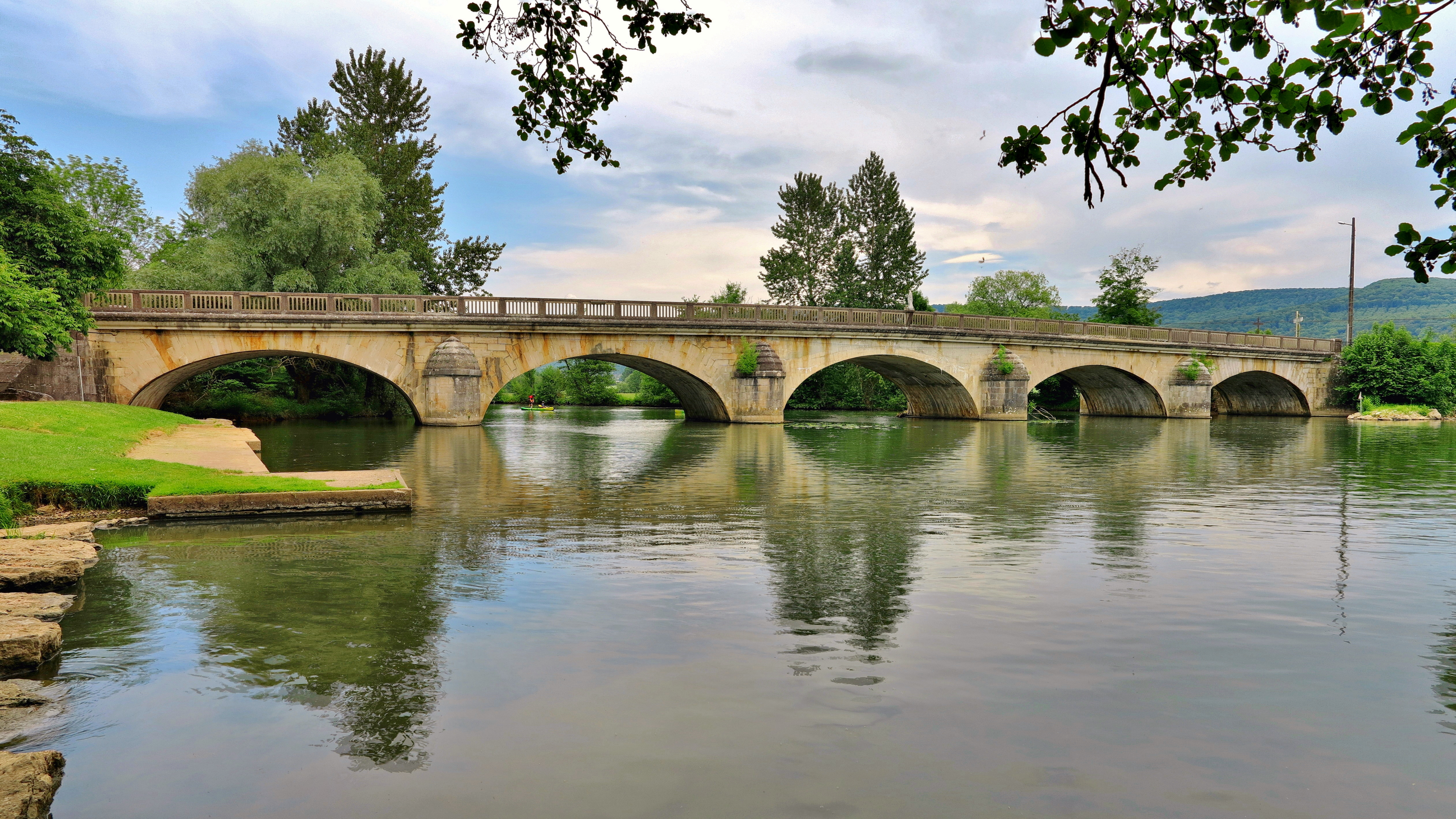
Le pont de la D15b sur l'Ognon.
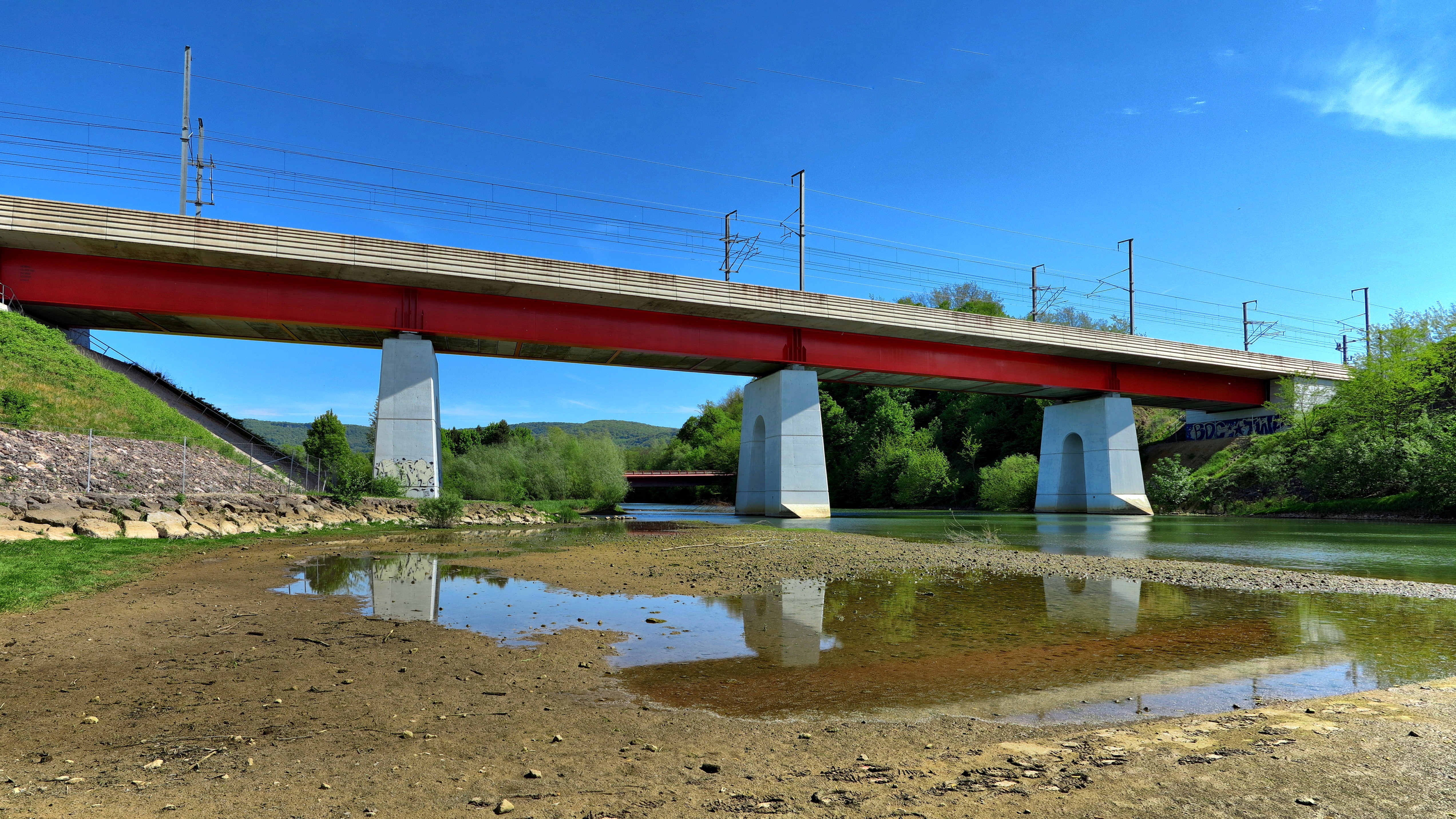
Les ponts de la LGV et de la N57.
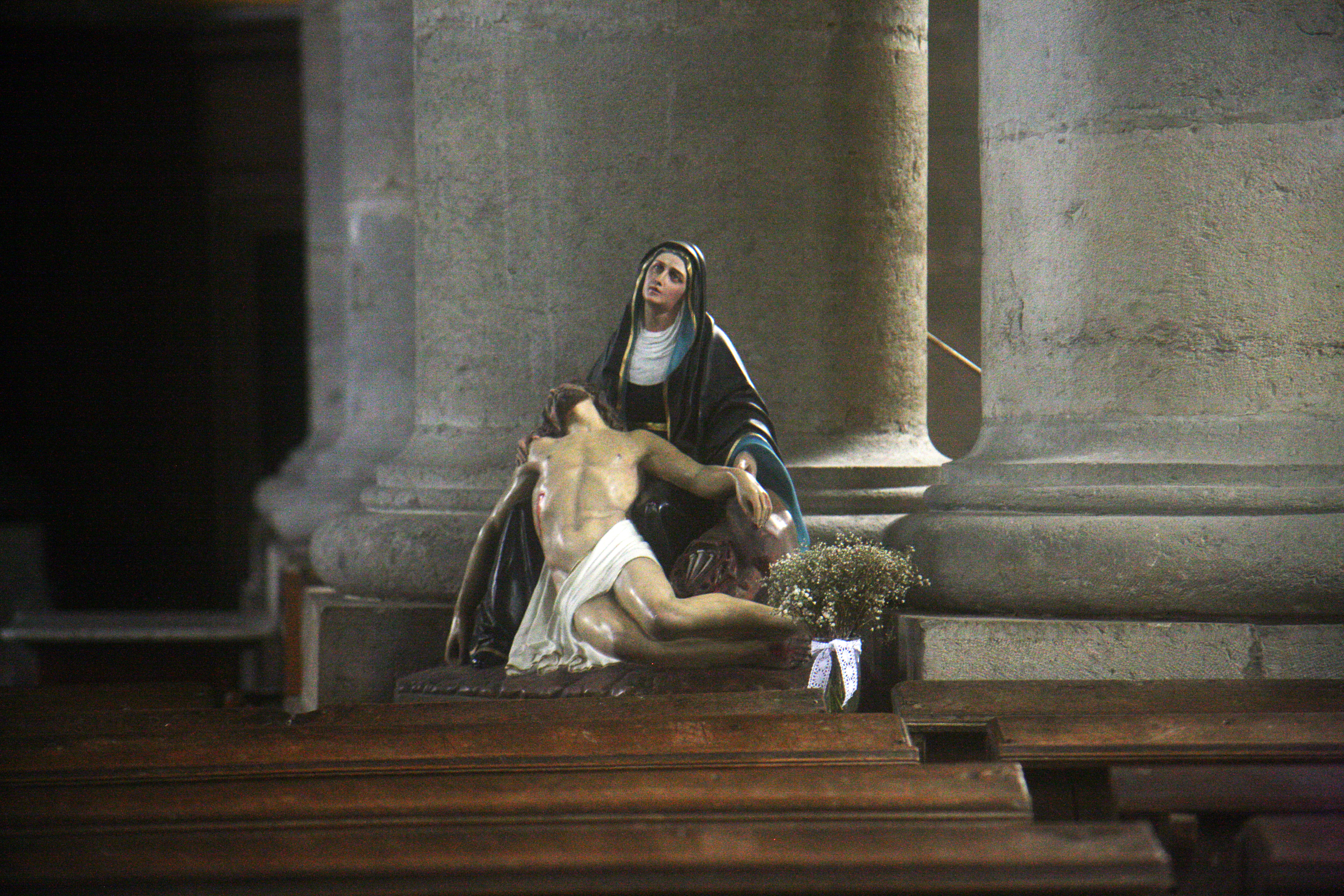
Pietà dans l'église
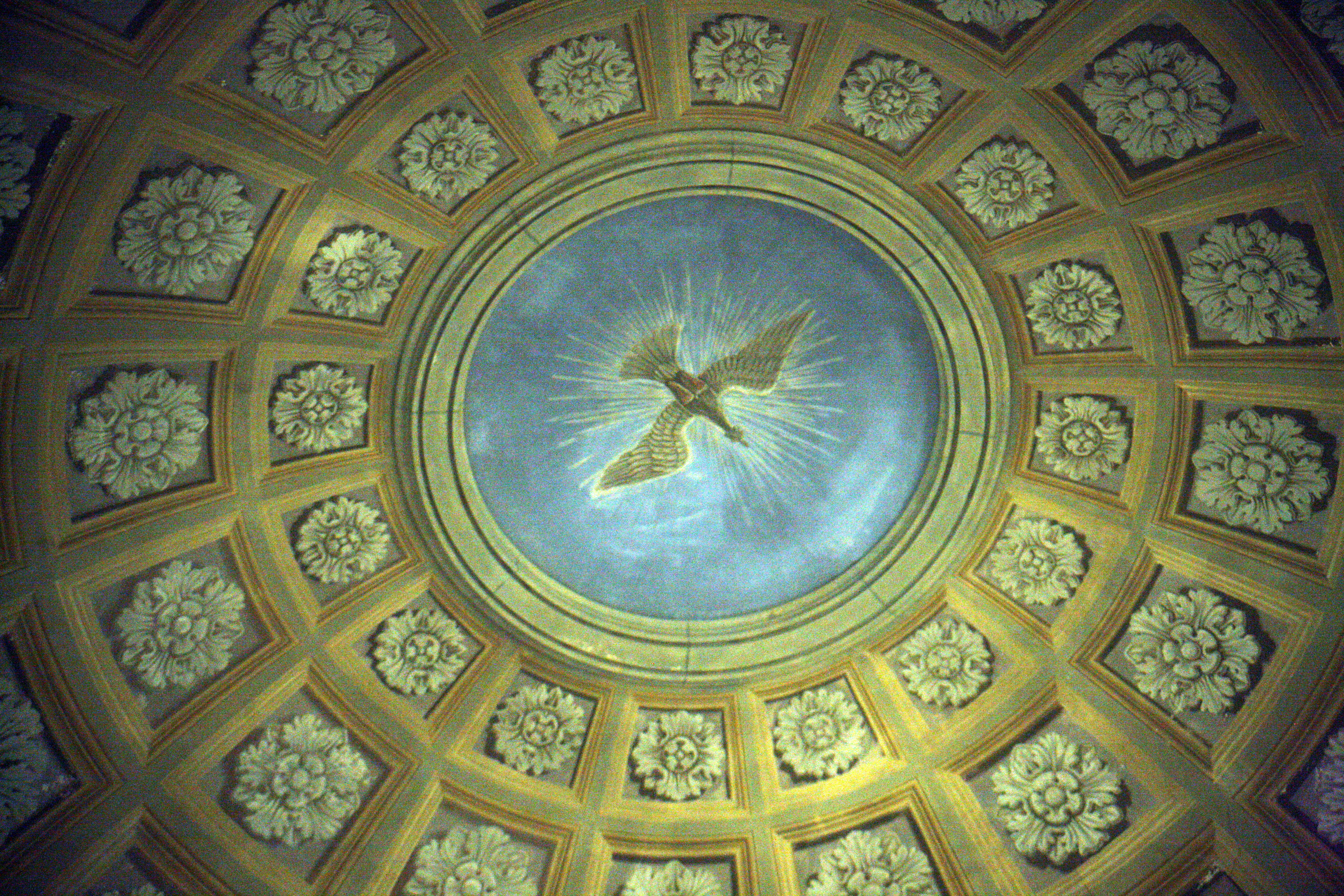
coupole de l'église

### Personnalités liées à la commune
- Jean de Gribaldy, cycliste professionnel.